# Informe social
L'informe social, altrament conegut com a “Presentence Report (PSR)” a diversos països (Regne Unit, Bèlgica, Països Baixos i Dinamarca, entre d'altres), té la funció de donar al jutge informació sobre: la situació personal i social de la persona acusada, la seva actitud envers el delicte i el tipus de pena o mesura que pugui ser més resocialitzadora. Aquest report es considera crucial per al jutge penal per a determinar un càstig proporcional i adequat, per evitar una pena, el compliment de la qual resulti impossible o inconvenient en les condicions concretes de la persona. L’objectiu de l’informe social no és altre que, suggerir una pena adequada a la persona que evita el seu ingrés a presó, que senti les bases per a la seva posterior supervisió durant l'execució de la pena, que permeti afrontar les seves necessitats i contrarestar el risc de reincidir. Habitualment es confon l’informe social amb l’informe mèdic forense, destinat a l’anàlisi de la culpabilitat de la persona. L’origen dels informes socials es remunta als inicis de la probation, que comença a desenvolupar-se a finals del segle xix i principis del segle xx.

## Base legal
L’informe social parteix d’una precària base legal, en un primer moment, el legislador a l’Estat espanyol va regular la petició opcional d’aquest informe al Reial Decret 515/2005, pel que s'estableixen les circumstàncies d’execució de les penes de treball en benefici de la comunitat i de localització permanent, de determinades mesures de seguretat, així com de la suspensió de l'execució de les penes privatives de llibertat.
Article 28. Informes requerits per autoritats judicials i pel Ministeri Fiscal.
1. Abans del judici oral, el jutge o tribunal podrà sol·licitar als serveis socials penitenciaris, com a prova documental o pericial, un informe social sobre la situació de l’imputat.
2. Aquests mateixos informes podran ser sol·licitats pel Ministeri Fiscal durant el transcurs de les seves diligències o investigacions.
3. Tanmateix, un cop dictada la sentència, l’autoritat judicial podrà sol·licitar els informes als que es refereixen els apartats anteriors, a efectes de revisió de mesures, concessió o suspensió de condemnes, substitució de penes o adopció de qualsevol altra resolució judicial que s'entengui requereix tenir coneixement de la situació social del penat o sotmès a mesura de seguretat.

El fet però, de què aquesta regulació es trobés en un Reial Decret, que la petició de l’informe fos discrecional en tots els casos, i que com es pot comprovar en la lectura de l’article anterior, no s'expliciti exactament qui i especialment per a què es pot sol·licitar, va ocasionar un gran desconeixement – i una infrautilització – d’aquest informe.
D’altra banda en menors, la Llei orgànica 5/2000, reguladora de la responsabilitat penals dels menors, obliga al Ministeri Fiscal a sol·licitar un informe social sobre les circumstàncies personals que envolten al menor.
Article 27. Informe de l'equip tècnic.
1. Durant la instrucció de l'expedient, el Ministeri Fiscal requerirà de l'equip tècnic, que aquests efectes dependrà funcionalment de la que sigui la seva dependència orgànica, l'elaboració d’un informe social o l’actualització dels que han estat emesos anteriorment, haurà de ser entregat en un termini màxim de deu dies, prorrogable per un període no superior a un mes en casos de gran complexitat, sobre la situació psicològica, educativa, i familiar del menor, així com sobre el seu entorn social i, en general sobre qualsevol altra circumstància rellevant als efectes de l’adopció d’algunes de les mesures previstes en la present llei.
2. L'equip tècnic podrà proposar, tanmateix, una intervenció socioeducativa sobre el menor, posant de manifest aquells aspectes del mateix que consideri rellevants per la pròpia intervenció.
3. De la mateixa manera, l'equip tècnic informarà, si ho considera convenient i en interès del menor, sobre la possibilitat de què aquest efectuï una activitat reparadora o de conciliació amb la víctima, d’acord amb el que disposa l’article 19 d’aquesta Llei, amb indicació expressa del contingut i la finalitat de la mencionada activitat. En aquest cas, no caldrà elaborar un informe de les característiques i els continguts de l’apartat 1 d’aquest article.
4. Tanmateix podrà l'equip tècnic proposar en el seu informe la conveniència de no continuar la tramitació de l'expedient en interès del menor, per no haver estat expressat suficientment el retret al mateix a través dels tràmits ja practicats, o per considerar inadequada per a l’interès del menor qualsevol intervenció, donat el temps transcorregut des de la comissió dels fets. En aquests casos, si es reuneixen els requisits previstos en l’article 19.1 d’aquesta Llei, el Ministeri Fiscal podrà remetre l'expedient al jutge, en proposta de sobreseïment, remetent a més, en el seu cas, el testimoni de les actuacions fetes a l'entitat pública de protecció de menors que correspongui, als efectes de què actuï en protecció del menor.
5. En tot cas, un cop elaborat l’informe de l'equip tècnic, el Ministeri Fiscal el remetrà immediatament al jutge de menors i donarà còpia del mateix al lletrat del menor.
6. L’informe al què es refereix el present article podrà estar elaborat o complementat per aquelles entitats públiques o privades que treballen el l’àmbit de l'educació de menors i coneguin la situació del menor expedientat.

## Catalunya
A Catalunya existeixen els Equips d’Assessorament Tècnic Penal (EATP), distribuïts territorialment, estan formats per professionals de la psicologia i del treball social especialitzats en l'àmbit judicial, concretament en la realització de pericials psicològiques, socials i psicosocials. Emeten diferents informes:
- Programa d’assessorament tècnic oficiat sobre encausats. Aporta informació significativa sobre la persona imputada respecte de la seva base psíquica de la imputabilitat o les modificacions en la responsabilitat criminal, el risc de reincidència, la perillositat criminal i les característiques sociopersonals, d'acord amb la demanda oficial.
- Programa d’assessorament tècnic oficiat sobre formes substitutives de les penes privatives de llibertat. Fa una valoració acurada del perfil personal i social, així com d'altres aspectes rellevants, a fi de valorar la viabilitat de la suspensió o substitució de la pena de presó per mesures penals alternatives i incidir en una aplicació coherent i ajustada de les condicions d’aquesta suspensió o substitució.
- Programa de suport a l'exploració judicial Adreçat a menors i testimonis especialment vulnerables per les seves condicions físiques o psíquiques, que requereixen el suport de personal especialitzat per efectuar la declaració judicial. Es pretén que la gravació de l'exploració esdevingui una prova preconstituïda perquè la persona no hagi de tornar a declarar en el moment del judici oral.
- Programa d’assessorament tècnic oficiat sobre víctimes Aporta informació significativa sobre les víctimes, respecte de la seva credibilitat, afectacions cognitives, seqüeles psicosocials i l’adequació de mesures de protecció, d’acord amb la demanda oficial.
- Programa d’assessorament tècnic oficiat sobre testimonis Aporta informació significativa sobre els testimonis implicats respecte de la seva credibilitat i afectacions cognitives, entre d'altres, d’acord amb la demanda oficial.
- Programa d’assessorament tècnic no oficiat sobre encausats Aportar informació significativa sobre les circumstàncies sociopersonals dels encausats, a fi d’afavorir-ne la reinserció social i, en el seu cas, la promoció i el compliment de mesures penals alternatives a l’ingrés a presó. El programa dona resposta a demandes particulars (advocats, entitats que treballen amb l'encausat...).

Cada programa té una metodologia i un procés d’intervenció específics, adequats als seus objectius. De manera general, quan arriba un ofici, s'estudia la demanda i s'assigna el cas al professional expert en aquell àmbit (en casos de sumari, se n'hi assignen dos). Aquest professional fa les actuacions preliminars d’estudi de la informació judicial i de l'expedient administratiu (si hi ha antecedents d’intervenció); planifica les intervencions que cal fer; duu a terme l'entrevista o entrevistes (exploració, en el suport judicial); s'ocupa que es passin les proves diagnòstiques (si escau); gestiona les coordinacions externes necessàries i redacta l'informe que es lliura a l’òrgan judicial sol·licitant.
Les intervencions es regeixen per les pautes següents:
- Imparcialitat, objectivitat i equitat, així com pel principi d’intervenció mínima necessària.
- La persona que ha de ser objecte d’intervenció tècnica decideix la seva participació d’acord amb la seva responsabilitat. En cas que no comparegui, s'informa el jutjat corresponent.
- Informen a les persones de la intervenció que es durà a terme abans d’iniciar-la.
- La informació que s'obté de la intervenció no està subjecta al secret professional atès que té lloc en el context judicial.
- De cada intervenció s'elabora un informe que dona resposta a la demanda oficiada, el qual té caràcter facultatiu i no vinculant per a la decisió judicial que es deriva del procediment.

Aquests informes els poden sol·licitar, jutges i magistrats dels jutjats d'instrucció, jutjats penals, seccions penals de les audiències provincials i Ministeri Fiscal.